# FaroeJet
FaroeJet — колишня фарерська авіакомпанія, що базується в місті Сервагур (Sørvágur) в аеропорту Вагар, розташованому на однойменному острові Воар. Це була друга авіакомпанія на Фарерських островах після Atlantic Airways. Авіакомпанія припинила свою діяльність 15 грудня 2006 року через фінансові труднощі.

## Історія
Між Фарерськими островами і Данією спостерігається регулярний пасажиропотік. Так, у 2004 році по цьому маршруту було перевезено 140 тис. осіб. Традиційно повітряний зв'язок між Фарерськими островами і Данією здійснювали дві авіакомпанії, але з 2004 року на цьому напрямку залишилася працювати лише Atlantic Airways, яка мала тоді чотири літака BAe 146/Avro RJs. Щоб змінити сформовану ситуацію і скласти конкуренцію Atlantic Airways, троє колишніх її співробітників запропонували в 2005 році групі інвесторів об'єднати свої зусилля для створення FaroeJet. Всього у створенні авіакомпанії взяло участь 900 акціонерів, які внесли сукупний внесок у розмірі 50 млн данських крон. Керівництво авіакомпанії планував перевезти 35 тис. пасажирів за перший рік діяльності.
Створена авіакомпанія була 20 грудня 2005 року. Перший рейс був здійснений за маршрутом Копенгаген — Воар 15 травня 2006 року на літаку AvroRJ 100, взятому в лізинг. Літак вилетів о 9:00 з Копенгагена, а о 10:25 приземлився в аеропорту Вагар. Зворотний виліт з Фарерських островів був здійснений в 11:30.
Власники авіакомпанії:
- Safari Transport — 23 %
- Nordoya Sparkassi — 23 %
- Vatnsoyrar Snikkavirki — 14 %
- Sp/F JK Ibúdir — 9 %

У грудні 2006 року авіакомпанія була оголошена банкрутом. Остаточно припинена діяльність авіакомпанії з 1 січня 2007 року. Всі зобов'язання по запланованих рейсів, і в особливості по чартерним рейсам, взяла авіакомпанія Atlantic Airways. Також авіакомпанія прийняла на роботу деяких колишніх співробітників Faroejet.

## Флот
За весь час існування авіакомпанії Faroejet її парк повітряних суден складався з одного літака Avro RJ 100 (OY-FJE; E3234), з конфігурацією для 1-го класу, що вміщає 94 пасажира. Цей літак, побудований в 1993 році, раніше належав Turkish Airlines, а з 10 травня 2006 року зареєстровано за Faroejet. Літак був узятий авіакомпанією в лізинг у BAE Systems Regional Aircraft. Avro RJ 100 відмінно підходив для здійснення діяльності в єдиному аеропорту Фарерських островів, який відрізняється складними умовами для авіаційної діяльності та короткою злітно-посадковою смугою.

## Маршрутна мережа
Рейси здійснювалися щодня, крім суботи, між Копенгагеном і островом Воар. По суботах керівництво авіакомпанії планував здійснювати рейси в інші європейські країни.

## Логотип

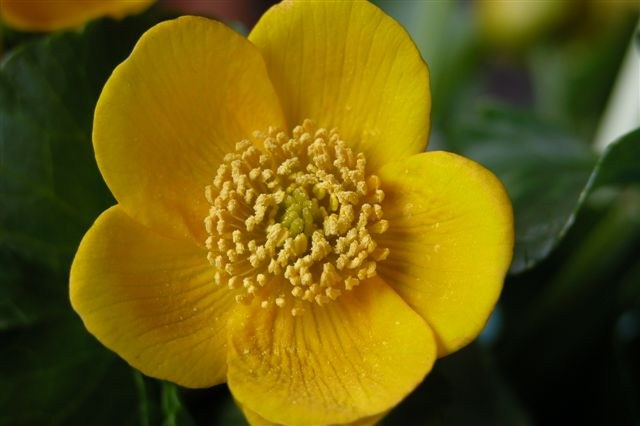
Квітка, зображена на логотипі FaroeJet — є національною квіткою Фарерських островів

На логотипі FaroeJet був зображений стилізований п'ятилисна квітка жовтого кольору, іменований sólja, і є національною квіткою Фарерських островів. Зазвичай цим словом фарерці називають калюжницю болотну.